# Episodi di Fuoriclasse Off
La stagione spin-off della serie televisiva Fuoriclasse, intitolata Fuoriclasse Off, è stata pubblicata in Italia dal 14 al 23 aprile 2015 sul sito Rai.it.
| nº | Titolo                      | Prima TV Italia |
| -- | --------------------------- | --------------- |
| 1  | Il vicino                   | 14 aprile 2015  |
| 2  | Ettore Spartaco             | 15 aprile 2015  |
| 3  | Galina e la scommessa       | 16 aprile 2015  |
| 4  | Il figlio della Passamaglia | 17 aprile 2015  |
| 5  | Chiara e le feste           | 18 aprile 2015  |
| 6  | Soratte e gli alieni        | 19 aprile 2015  |
| 7  | Manuel e le donne           | 20 aprile 2015  |
| 8  | Francesca                   | 21 aprile 2015  |
| 9  | Soratte e la gelosia        | 22 aprile 2015  |
| 10 | Dario, l'anima della festa  | 23 aprile 2015  |